# Fatima Dike
Fatima Dike, née le 13 septembre 1948, est une dramaturge, une pédagogue et une directrice de théâtre sud-africaine. Elle est devenue en 1976 la première dramaturge noire sud-africaine à publier une pièce de théâtre.

## Biographie
Royline Fatima Dike est née à Langa, banlieue du Cap, le 13 septembre 1948,. Langa, créé une vingtaine d’années auparavant est le plus ancien township de la péninsule du Cap, destiné aux familles noires forcées d’émigrer vers Le Cap dans les années 1930. Il est situé à l’est de la ville du Cap. Elle fait ses études dans des écoles de Langa puis à Rustenburg, dans des écoles gérées par des religieux et acceptant d’accueillir des enfants des familles migrantes noires,.
Après avoir quitté l'école, elle effectue divers petits boulots pour gagner sa vie. Elle intervient aussi comme bénévole au Space Theatre, un théâtre non racial du Cap, y faisant fonction de régisseuse-assistante. En 1972,  Rob Amato, de la direction de ce théâtre, l’ encourage à écrire sa première pièce. C’est The Sacrifice of Kreli, une pièce consacrée aux Xhosas, à leurs combats contre les colonisateurs, et à un roi, Sarili kaHintsa (en), qui s'exila plutôt que d'être asservi. L’œuvre est publiée en 1976,. Suivent The First South African, publié en 1977, et The Glasshouse, publiée en 1979, deux pièces consacrées cette fois à la vie quotidienne des noirs, et aux conséquences de l’apartheid.
De 1979 à 1983, elle s’installe aux États-Unis, quittant quelques années l’Afrique du Sud et le régime d’apartheid, participant à une conférence d'écrivains à l'université de l'Iowa puis travaillant avec des troupes de théâtre à New York. Elle suit également des cours à l'université de New York.
Elle revient ensuite en Afrique du Sud, en 1988, et s’installe à nouveau à Langa. En 1990, alors que la fin de l’apartheid s’amorce et que Nelson Mandela sort de prison, elle publie à nouveau un texte de pièce de théâtre, So What’s New ?. En 1998, elle reprend la New Africa Theatre Association, pour former de nouvelles générations au théâtre et au spectacle,.

## Principales œuvres théâtrales
- The Sacrifice of Kreli, en langue Xhosa et langue anglaise, 1976.
- The First South African, 1977.
- The Crafty Tortoise, 1978.
- Glass House, 1979.
- So What's New ?, 1991.
- Streetwalking and Company Valet Service, 2000.